# Музей миграции FENIX
«FENIX» — музей миграции, расположенный в Катендрехте, районе Роттердама, Нидерланды. Музей посвящен теме миграции и показывает, как люди перемещаются по миру, как исторически, так и в настоящем. Королева Максима открыла музей 15 мая 2025 года.

## История
Площадь музея составляет около 15 000 квадратных метров, в нём представлена постоянная экспозиция и есть помещение для временных выставок на первом этаже. Цель создания музея — рассказать истории о миграции, начиная с 1891 года, с Вильгельмлинакаде, расположенной вдоль реки, по другую сторону Рейнхафена, эмигранты десятилетиями отправлялись в США, в том числе и в другие места. Они пересекли Атлантический океан по линии Holland America Line. Пунктом назначения был в первую очередь остров Эллис в Нью-Йорке, который был воротами в Новый Свет для иммигрантов.
Через два месяца после открытия, в мае 2025 года, музей FENIX принял своего 100 000-го посетителя.

## Коллекция

### Крупные объекты
Коллекция символизирует универсальную историю об эмиграции и свободе, которая шире, чем просто история об эмигрантах, покинувших свои родные места. На постоянной экспозиции на втором этаже представлены крупные объекты, связанные с темой, такие как фрагмент Берлинской стены и «Автобус» работы художника в стиле поп-арт Реда Грумса. На первом этаже находится комната с лабиринтом из старых дорожных чемоданов. Эти чемоданы были пожертвованы заинтересованными лицами во время создания музея.

### Торнадо
Ярким элементом музея является двойная витая лестница «Торнадо», спроектированная MAD Architects. Эта лестница общей длиной 550 метров расположена в самом центре здания и ведет на панорамную смотровую площадку над навесом. «Торнадо» состоит из 297 панелей из нержавеющей стали и облицован изнутри 12 500 уникальными деревянными досками. Часть конструкции покрыта стеклянной крышей.
Архитектор Ма Яньсун из MAD Architects спроектировал «Торнадо» как нечто большее, чем просто функциональную лестницу. Скульптурный жест символизирует движение, миграцию и трансформацию. Это ключевые понятия в истории FENIX. «Все дело в движении», - сказал Яньсун, приступая к созданию эскиза «Торнадо». Спиралевидная форма «Торнадо» высотой 30 метров приглашает посетителей самостоятельно выбрать путь наверх.

### Фотографии и картины

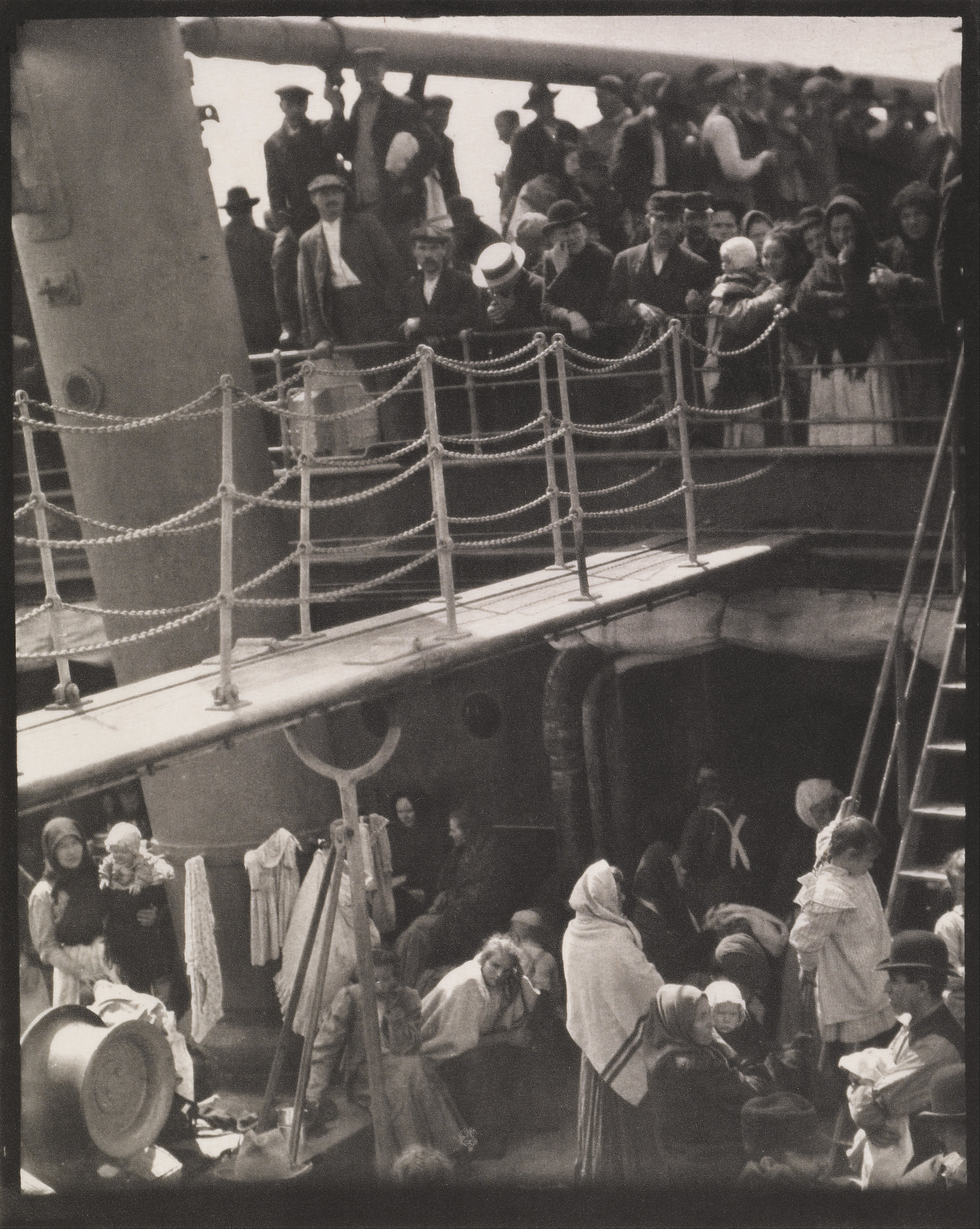
Альфред Стиглиц. «Третий класс», 1907 год

Помимо крупных объектов, здесь также представлены фотографии и картины. Кураторы приобрели фотографию Альфреда Стиглица «Третий класс» и разработали современную версию фотопроекта «Семья человека», в которую вошли фотографии беженцев со всего мира. В музее представлены фотографии Ринеке Дейкстры, Льюиса Хайна, Аты Кандо, Евы Бесньо и Доротеи Ланж, среди прочих.
Кроме того, две картины Яна Адрианса ван Ставерен, 1640 год. Картины уникальны тем, что на них изображены два свободных темнокожих африканца. В 2025 году музей объявил о приобретении картины Ганса Гольбейна-младшего 16-го века, на которой размером всего 18 на 14 сантиметров изображен Дезидерий Эразм.
Картина Виллема де Кунинга «Человек в Уэйнскотте», 1969 года, находится в постоянной экспозиции музея. Работа помещена в специально разработанную витрину при дневном свете, что придает ей особую привлекательность. Де Кунинг, родившийся в Роттердаме, уехал в Нью-Йорк в 1926 году безбилетным пассажиром и стал одним из важнейших представителей абстрактного экспрессионизма. Его история миграции отражает тематику музея и придает коллекции личностный оттенок.

## Строительство

### Амбары Сан-Франциско
До того, как в начале 1950-х годов ангары «FENIX» были разделены, комплекс назывался «Ангары Сан-Франциско». Ангар длиной 360 метров был самым большим в мире. Магазины «Амбаров Сан-Франциско» служили для хранения товаров эмигрантов для отправки.
Из-за бомбардировок немецкими оккупационными войсками и крупного пожара в начале 50-х годов имущество было повреждено. Из-за пожара средняя часть обрушилась, и затем здание было перестроено в два отдельных сарая: «FENIX I» и «FENIX II». Названия относятся к мифической птице, которая возрождается из пепла. В последующие годы ангары использовались перевалочной компанией «C. Steinweg Handelsveem».

### Перепланировка в музей

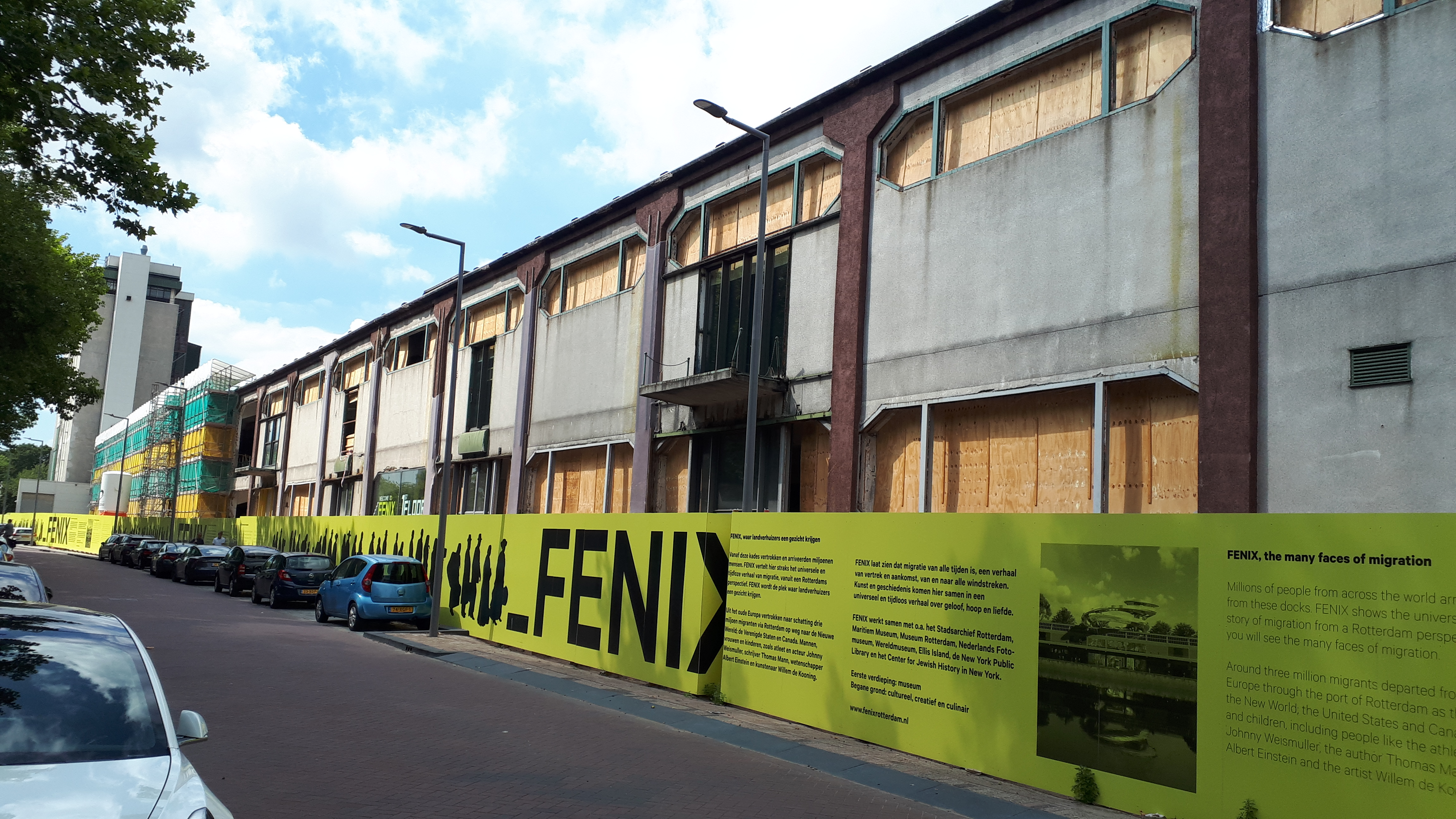
Строительство музея в 2020 году

По состоянию на 2015 год ангары были переоборудованы, расширены и классифицированы для размещения жилья и бизнеса. «FENIX I» был преобразован в жилой комплекс, а в «FENIX II», помимо прочего, располагался популярный в этот период торговый центр. В 2020 году индустрия гостиничного бизнеса и другие предприятия в «FENIX II» уступили место развитию музея. Большинство гостиничных проектов были реализованы в «FENIX I» и близлежащем районе Делиплейн.

### Удобства
Помимо коллекции произведений искусства на втором этаже и лестницы, ведущей к смотровой площадке, в здании есть несколько заведений общественного питания: музейное кафе, пекарня, эспрессо-бар с видом на Маас и итальянское кафе-мороженое. На первом этаже музея находится крытая городская площадь площадью 2000 квадратных метров, здесь в сотрудничестве с местными жителями организована программа.

## Реализация

### Droom en Daad
«FENIX» — это инициатива фонда «Droom en Daad». Директором фонда и, следовательно, одним из инициаторов создания музея является Вим Пижбес. Деньги благотворительного фонда «Droom en Daad» поступают от семьи Ван дер Ворм. Эта семья разбогатела благодаря судоходной компании Holland America Line. Она занималась перевозкой эмигрантов.

### Архитекторы
Дизайн музея был разработан бюро Polderman. Смотровая площадка на крыше здания была спроектирована китайским архитектурным бюро MAD Architects на основе эскиза Ма Яньсуна. Выбор китайского архитектора является отсылкой к тому факту, что район Катендрехт, где расположен музей, был одним из старейших китайских кварталов в Европе.

## Внешние ссылки
- Официальный сайт